# 薩哈爾·霍達亞里
薩哈爾·霍達亞里（波斯語：سحر خدایاری；波斯語發音：[sæhær xodɒjɒriː]，約1990年—2019年9月9日）又稱「藍色女孩」（Blue Girl），伊朗女性，知名於在2019年9月2日於德黑蘭伊斯蘭革命法院前自焚，以抗議其試圖進入公共體育場觀看足球比賽，違反伊朗法律規定後而可能面對的半年監禁。她在一周後傷重不治，而其自焚事件也觸發了伊朗民眾對政府限制婦女權利的辯論。
事件發生後，FIFA要求伊朗解除女性不能進入公共體育場觀看足球賽事的禁令。霍達亞里逝世近一個月後，伊朗在世界盃外圍賽對陣柬埔寨的比賽中首次開放予女性球迷觀看足球賽事，是該國進入伊斯蘭共和國時期以來首次解禁。

## 早年生活
霍達亞里在1990年出生於伊朗恰哈馬哈勒－巴赫蒂亞里省的薩爾姆，並有一個姐姐。之後霍達亞里舉家搬往德黑蘭，而她則在大學畢業後拿到英語口譯和計算機工程的文學士學位。霍達亞里同時也是一位足球愛好者，她也被媒體稱為「藍色女孩」，而藍色正是其愛隊德黑兰独立的主色。 

## 被指控與自焚
2019年3月，她試圖進入阿薩迪體育場觀看德黑蘭獨立對陣艾因的比賽。但自1981年以來，伊朗便禁止女性參加足球賽事（但可觀看諸如排球之類的其他賽事），霍達亞里也因此需要身穿男裝才能進入球場，但保安人員注意到形跡可疑的霍達亞里後當場逮捕了她，並把她帶到當地的伊朗紀律部隊部門。霍達亞里在監獄中被羈押了三個晚上，然後才被保釋以等待法庭審理。
根據國際特赦組織的報導，霍達亞里被勒令需在2019年9月2日前往伊斯蘭革命法庭，為其擅闖阿薩迪體育場一事辯解。她被指控「沒穿戴希賈布下在公眾地方做出不神聖行為」和「侮辱政府官員」。由於沒有法官審理該案的關係，霍達亞里的案件並沒有任何判決，但據報導她被告知可能面臨半年的監禁。在霍達亞里的審訊結束後不久，她便在法院大樓前潑油自焚。
霍達亞里自焚後皮膚有達90%的表面積遭受三級燒傷，最終她在一星期後的2019年9月9日傷重不治，終年僅29歲。根據德國之聲的報導，她在住院期間正式被判處半年徒刑。

## 反應

### 伊朗國內
- 伊朗資訊和通訊技術部長穆罕默德·賈瓦德·阿扎里·賈赫羅米（英语：Mohammad-Javad Azari Jahromi）形容霍達亞里的死對伊朗女足球迷來說是一場「苦難」[10]。
- 伊朗司法制度（英语：Judicial system of Iran）的發言人戈拉姆·侯賽因·伊斯梅利（Gholam Hossein Ismaili）聲稱霍達亞里未被定罪或判處六個月監禁，並表示有媒體發佈不實的謠言[11][12][13]。
- 在被命令不准接受媒體訪問前[9]，霍達亞里的姊姊在接受國營電視台的採訪時稱她正在接受精神病的治療。有傳指霍達亞里曾試圖以大學生的身份自殺[3]，因為這樣做的話她的控罪可能會減少[3]。
- 據法蘭西24的報導，伊朗國內的足球迷對霍達亞里自焚一事感到震驚和憤怒[14]，他們在Twitter上主題標籤「#BanIRSportsFederations」，呼籲禁止伊朗國家體育聯會參加世界體育賽事[15] 。
- 伊朗國家足球隊成員阿里·卡里米和安德拉尼克·泰穆里安分別推文，前者呼籲伊朗球迷杯葛球賽以抗議霍達亞里的死，後者則表示未來伊朗會有一個體育場被命名為「霍達亞里」[10][16]。
- 人權活動家瑪麗亞姆·薩里亞特馬達里（Maryam Shariatmadari）指責伊斯蘭國家須為歧視婦女和干預體育運動一事負責[10]。
- 2019年9月12日，女演員薩巴·卡馬利（英语：Saba Kamali）在個人Instagram上發佈一則關於藍色女孩的貼文後，遭到伊朗警方逮捕[17]。

### 國際反應
- FIFA對霍達亞里的死發表了一份聲明：「我們有留意到這場悲劇，並對此表示深切遺憾」[18][19]，並要求伊朗需解除女性不能觀看足球賽事的禁令[3][5][20]
- 國際特赦組織：「發生在薩哈爾·霍達亞里身上的事令人心碎，也展現了伊朗當局蔑視該國婦女權利的影響」[21]
- 美國國務院發言人：「藍色女孩——薩哈爾·霍達亞里的死再一次證明伊朗人民是伊斯蘭政權的最大受害者」[22]